# Tournoi d'ouverture du championnat du Costa Rica de football 2014
Navigation
Saison précédente Saison suivante
Le Tournoi Apertura 2014 est le quinzième tournoi saisonnier disputé au Costa Rica.
C'est cependant la 100e fois que le titre de champion du Costa Rica est remis en jeu.
Lors de ce tournoi, le Deportivo Saprissa a conservé son titre de champion du Costa Rica face aux onze meilleurs clubs costariciens.
Chacun des douze clubs participant au championnat était confronté deux fois aux onze autres équipes. Puis les quatre meilleurs se sont affrontés lors d'une phase finale à la fin de la saison.
Seulement une place était qualificative pour la Ligue des champions de la CONCACAF.

## Les 12 clubs participants
| \| LD Alajuelense AD Belén CS Cartagines CS Herediano Limon FC Municipal Pérez Zeledon AD San Carlos AD Carmelita Deportivo Saprissa Universidad CS Uruguay AS Puma Generaleña \| Localisation des clubs. |
| LD Alajuelense AD Belén CS Cartagines CS Herediano Limon FC Municipal Pérez Zeledon AD San Carlos AD Carmelita Deportivo Saprissa Universidad CS Uruguay AS Puma Generaleña                               |

Ce tableau présente les douze équipes qualifiées pour disputer le championnat 2014-2015. On y trouve le nom des clubs, le nom des stades dans lesquels ils évoluent ainsi que la capacité et la localisation de ces derniers.
| Club                    | Stade                                   | Capacité | Ville                  |
| LD Alajuelense          | Stade Alejandro Morera Soto             | 17 900   | Alajuela               |
| AD Belén (en)           | Stade Polideportivo de Belén            | 3 000    | Belén                  |
| AD Carmelita            | Stade Alejandro Morera Soto             | 17 900   | Alajuela               |
| CS Cartagines           | Stade José Rafael Fello Meza Ivankovich | 13 500   | Cartago                |
| CS Herediano            | Stade Eladio Rosabal Cordero            | 8 100    | Heredia                |
| Limon FC                | Stade Juan Gobán                        | 3 000    | Puerto Limón           |
| Municipal Pérez Zeledon | Stade Municipal Pérez Zeledón           | 6 000    | San Isidro del General |
| AS Puma Generaleña (es) | Stade Municipal Pérez Zeledón           | 6 000    | San Isidro del General |
| SD Santos               | Stade Ebal Rodríguez                    | 3 000    | Guápiles               |
| Deportivo Saprissa      | Stade Ricardo Saprissa                  | 23 100   | San José               |
| Universidad             | Stade Ecológico                         | 1 800    | San José               |
| CS Uruguay              | Stade Municipal el Labrador             | 2 500    | Coronado               |

## Compétition
Le tournoi Apertura se déroule de la même façon que les tournois saisonniers précédents, en deux phases :
- La phase de qualification : les vingt journées de championnat.
- La phase finale : les matchs aller-retour allant des demi-finale à la finale.

### Phase de qualification
Lors de la phase de qualification les onze équipes affrontent à deux reprises selon un calendrier tiré aléatoirement.
Les quatre meilleures équipes sont directement qualifiées pour la phase finale.
Le classement est établi sur le barème de points classique (victoire à 3 points, match nul à 1, défaite à 0).
Le départage final se fait selon les critères suivants :
- Le nombre de points.
- La différence de buts générale.
- La différence de buts particulière.
- Le nombre de buts marqué.

#### Classement
| Rang | Équipe                    | Pts | J  | G  | N | P  | Bp | Bc | Diff |
| ---- | ------------------------- | --- | -- | -- | - | -- | -- | -- | ---- |
| 1    | LD Alajuelense            | 53  | 22 | 17 | 2 | 3  | 38 | 15 | +23  |
| 2    | CS Herediano              | 46  | 22 | 14 | 4 | 4  | 45 | 19 | +26  |
| 3    | CS Cartagines C           | 42  | 22 | 13 | 3 | 6  | 29 | 19 | +10  |
| 4    | Deportivo Saprissa T      | 41  | 22 | 13 | 2 | 7  | 39 | 28 | +11  |
| 5    | Universidad               | 35  | 22 | 9  | 8 | 5  | 30 | 21 | +9   |
| 6    | Municipal Pérez Zeledon   | 29  | 22 | 8  | 5 | 9  | 34 | 38 | -4   |
| 7    | AD Carmelita              | 27  | 22 | 7  | 6 | 9  | 22 | 26 | -4   |
| 8    | AD Belén (en)             | 26  | 22 | 6  | 8 | 8  | 28 | 31 | -3   |
| 9    | SD Santos                 | 26  | 22 | 8  | 2 | 12 | 29 | 34 | -5   |
| 10   | Limon FC                  | 16  | 22 | 4  | 4 | 14 | 19 | 33 | -14  |
| 11   | CS Uruguay                | 16  | 22 | 4  | 4 | 14 | 17 | 41 | -24  |
| 12   | AS Puma Generaleña (es) P | 13  | 22 | 3  | 4 | 15 | 21 | 46 | -25  |

| Légende : Qualifications et relégations | Légende : Qualifications et relégations                                          |
| --------------------------------------- | -------------------------------------------------------------------------------- |
|                                         | Qualifié pour les demi-finale                                                    |
|                                         | T Tenant du titre C Vainqueur du Torneo Copa 2014 P Promu de la saison 2013-2014 |

#### Matchs
| Résultats (▼dom., ►ext.)                                   | Alaj | Bel | Carm | Cart | Here | Lim | Muni | Puma | Sant | Sapr | Univ | Urug |
| LD Alajuelense                                             |      | 2-2 | 2-0  | 2-1  | 1-0  | 2-1 | 2-1  | 5-0  | 1-0  | 0-2  | 2-1  | 3-0  |
| AD Belén (en)                                              | 2-0  |     | 1-4  | 0-1  | 2-2  | 1-0 | 0-0  | 3-1  | 1-1  | 4-3  | 1-1  | 4-2  |
| AD Carmelita                                               | 0-2  | 2-0 |      | 1-1  | 0-1  | 2-0 | 1-2  | 3-2  | 0-3  | 1-0  | 0-3  | 2-0  |
| CS Cartagines                                              | 0-2  | 2-0 | 1-2  |      | 4-2  | 1-0 | 1-0  | 2-1  | 1-0  | 1-0  | 0-0  | 3-1  |
| CS Herediano                                               | 1-0  | 1-1 | 2-0  | 1-0  |      | 3-0 | 5-1  | 5-1  | 2-0  | 3-2  | 0-0  | 6-2  |
| Limon FC                                                   | 0-1  | 2-1 | 0-0  | 2-4  | 1-4  |     | 1-2  | 0-1  | 3-1  | 2-3  | 2-0  | 1-1  |
| Municipal Pérez Zeledon                                    | 2-3  | 1-1 | 1-1  | 1-0  | 2-1  | 2-1 |      | 2-1  | 6-4  | 1-1  | 2-3  | 4-2  |
| AS Puma Generaleña (es)                                    | 1-2  | 0-0 | 1-1  | 0-1  | 1-4  | 0-0 | 1-0  |      | 1-2  | 0-2  | 3-3  | 2-1  |
| SD Santos                                                  | 1-2  | 1-2 | 2-1  | 2-1  | 0-1  | 0-2 | 2-2  | 2-1  |      | 0-1  | 2-1  | 2-0  |
| Deportivo Saprissa                                         | 0-2  | 2-1 | 2-1  | 1-2  | 1-0  | 2-0 | 4-1  | 4-2  | 3-2  |      | 3-1  | 2-1  |
| Universidad                                                | 0-0  | 2-1 | 0-0  | 1-1  | 0-0  | 1-0 | 2-1  | 3-1  | 2-0  | 2-0  |      | 3-0  |
| CS Uruguay                                                 | 0-2  | 1-0 | 0-0  | 0-1  | 0-1  | 1-1 | 1-0  | 1-0  | 0-2  | 1-1  | 2-1  |      |
| - Victoire à domicile - Match nul - Victoire à l'extérieur |      |     |      |      |      |     |      |      |      |      |      |      |

### La Phase Finale
Les quatre équipes qualifiées sont réparties dans le tableau final d'après leur classement général, le deuxième affrontant le troisième et le premier affrontant le quatrième lors des demi-finales.
En cas d'égalité sur la somme des deux matchs, c'est la position au classement général qui départage les deux équipes, sauf pour la finale où des prolongations puis une séance de tirs au but ont éventuellement lieu.

#### Tableau
|  |                    |            |              |            |                    |     |   |        |        |        |        |        |
|  | 1/2 finale         | 1/2 finale | 1/2 finale   | 1/2 finale | 1/2 finale         |     |   | Finale | Finale | Finale | Finale | Finale |
|  |                    |            |              |            |                    |     |   |        |        |        |        |        |
|  |                    |            |              |            |                    |     |   |        |        |        |        |        |
|  | LD Alajuelense     | (1)        | 0            | 1          |                    |     |   |        |        |        |        |        |
|  | LD Alajuelense     | (1)        | 0            | 1          |                    |     |   |        |        |        |        |        |
|  | Deportivo Saprissa | (4)        | 1            | 1          |                    |     |   |        |        |        |        |        |
|  | Deportivo Saprissa | (4)        | 1            | 1          | Deportivo Saprissa | (4) | 4 | 1      |        |        |        |        |
|  |                    |            |              |            |                    | (4) | 4 | 1      |        |        |        |        |
|  |                    |            | CS Herediano | (2)        | 2                  | 1   |   |        |        |        |        |        |
|  | CS Herediano       | (2)        | CS Herediano | (2)        | 2                  | 1   | 3 | 0      |        |        |        |        |
|  | CS Herediano       | (2)        |              |            |                    |     | 3 | 0      |        |        |        |        |
|  | CS Cartagines      | (3)        | 2            | 0          |                    |     |   |        |        |        |        |        |
|  | CS Cartagines      | (3)        | 2            | 0          |                    |     |   |        |        |        |        |        |

#### Demi-finales
| Club           | Aller | Retour | Club               | Commentaire |
| LD Alajuelense | 0-1   | 1-1    | Deportivo Saprissa |             |
| CS Herediano   | 3-2   | 0-0    | CS Cartagines      |             |

#### Finale
| Match aller      | Deportivo Saprissa                                                            | 4:2   | CS Herediano                          | Stade Ricardo Saprissa                          |                                                 |
| 14 décembre 2014 | Heiner Mora 3e · Ariel Rodríguez 11e · Juan Bustos 49e · Daniel Colindres 90e | (2:1) | Yendrick Ruiz 28e · Yendrick Ruiz 67e | Spectateurs : 21 000 Arbitrage : Walter Quesada | Spectateurs : 21 000 Arbitrage : Walter Quesada |
| 14 décembre 2014 | Rapport                                                                       |       |                                       | Spectateurs : 21 000 Arbitrage : Walter Quesada | Spectateurs : 21 000 Arbitrage : Walter Quesada |

| Match retour     | CS Herediano      | 1:1   | Deportivo Saprissa | Stade Eladio Rosabal Cordero |  |
| 21 décembre 2014 | Pablo Salazar 59e | (0:1) | Deyver Vega 36e    |                              |  |

## Bilan du tournoi
| Tournoi d'ouverture du championnat de football du Costa Rica 2014 |                                |
| Champion                                                          | Deportivo Saprissa (31e titre) |
| Dauphin                                                           | CS Herediano                   |
| Coupes et trophées                                                |                                |
| Vainqueur Torneo Copa 2014                                        | CS Cartagines                  |
| Qualifications continentales                                      |                                |
| Ligue des champions 2015-2016 (Phase de groupes)                  | Deportivo Saprissa             |

## Statistiques

### Buteurs
| Rang | Nom                       | Équipe                  | Buts |
| 1    | Yendrick Ruiz             | CS Herediano            | 15   |
| 2    | Fabrizio Ronchetti        | Municipal Pérez Zeledon | 10   |
| 2    | Armando Alonso            | LD Alajuelense          | 10   |
| 4    | Jonathan Moya             | CS Uruguay              | 9    |
| 5    | Ariel Francisco Rodríguez | Deportivo Saprissa      | 8    |
| 6    | 3 joueurs                 | 3 joueurs               | 7    |